# Корићани (Крагујевац)
Корићани су насеље и месна заједница на територији Крагујевца.

## Географија
Околна насеља су: Драгобраћа на западу, где већина ученика овог крагујевачког насеља похађа основну школу, Дреновац и Драча на северу, Вињиште на југу и на истоку се налазе остала крагујевачка насеља: Мале Пчелице-Ново Насеље, Мале Пчелице-Старо Село, Велико Поље и Грошница.

## Историја
Када је укинуто самостално насеље Корићани тада је и територија некадашње катастарске општине Корићани, површине од 678 ha, припојена КО Крагујевац, данас се насеље налази на територији КО Крагујевац II и КО Крагујевац III које дели магистрални пут Крагујевац-Краљево. Данашња територија месне заједнице износи 595,7 ha.

## Демографија
На територији месне заједнице по попису становништва 2002. године је било 3.908 становника. Број становника по пописним годинама је био: 1948. године- 549 становника; 1953. године- 492 становника; 1961. године- 476 становника; 1971. године- 659 становника, да би у следећем попису 1981. број становника порастао на чак 3.013 становника, услед великог демографског раста и физиономског срастања са насељем Крагујевац ово некада самостално насеље (приградско село) постаје део насеља Крагујевац 1991. године. Подаци о броју становника са следећих пописа се односе на територију месне заједнице Корићани.
- 1991. године је било 2.854 становника, а 2002. године 3.908 са урачунатим ИРЛ са Косова и Метохије. 2008. је на подручју месне заједнице било 4.107 становника.